# Saints & Sinners (groupe de jazz)
Pour les articles homonymes, voir Saints & Sinners.
Saints & Sinners était un sextet de jazz américain, fondé par Red Richards et Vic Dickenson en 1960. Le groupe était à l'origine un ensemble de pick-up impromptus, mais il est rapidement devenu l'un des ensembles de jazz dixieland les plus réputés des années 1960. Le groupe a effectué des tournées aux États-Unis et au Canada, ainsi que deux tournées en Europe en 1968 et 1969, avant de se dissoudre en 1970. Ses membres comprenaient Herman Autrey, Buster Bailey, Rudy Powell, Buddy Tate, Truck Parham (en), Barrett Deems, Pops Foster, George Reed (en) et Dan Mastri.

## Discographie
- Catch Fire at the Sheraton-Jefferson in St. Louis (Seeco, 1960)
- The Saints & Sinners (77 Records, 1964)
- Saints & Sinners in Canada (Cav-a-Bob, 1967)
- Sugar (MPS, 1968)
- Saints & Sinners in Europe (SABA (en), 1969)